# José María Blanco
José María Blanco Martínez (Barcellona, 1935) è un attore, sceneggiatore e regista spagnolo.
Ha lavorato, fra l'altro, in alcune coproduzioni cinematografiche tra Italia e Spagna.

## Filmografia

### Attore

#### Cinema
- Complexus (1968)
- Biotaxia - accreditato come Pablo Busoms (1968)
- Gris (1969)
- 99 donne (Der heiße Tod), regia di Jesús Franco (1969)
- Las crueles (1969)
- La mujer celosa (1970)
- Hola, señor Dios - accreditato come Pablo Bussoms (1970)
- El último viaje (1974)
- Sensualidad (1975)
- Gatti rossi in un labirinto di vetro, regia di Umberto Lenzi (1975)
- Squadra speciale antirapina (Metralleta Stein), regia di José Antonio de la Loma (1975)
- La diosa salvaje (1975)
- La muerte del escorpión (1976)
- Una prima en la bañera (1976)
- Las alegres chicas de 'El Molino' (1977)
- El despertar de los sentidos (1977)
- Ai man niu huo bing gong fu liang (1982)
- Jugando con la muerte - accreditato come Joseph White (1982)
- En secreto... amor (1983)
- L'home ronyó (1983)
- El enigma del yate (1983)
- Gritos... a ritmo fuerte (1984)
- De grens (1984)
- Acosada (1985)
- El sistema de Robert Hein (1986)
- Eterna historia (1986)
- Crónica sentimental en rojo (1986)
- Tempesta d'estiu (1987)
- En penumbra (1987)
- El extranger-oh! de la calle Cruz del Sur (1987)
- Quimera (1988)
- Plaza Real (1988)
- La diputada (1988)
- Bueno y tierno como un ángel (1989)
- Lolita al desnudo (1991)
- Capità Escalaborns (1991)
- Visions d'un estrany (1991)
- Tiempos mejores (1994)
- Hermana, pero ¿qué has hecho? (1995)
- Tres días de libertad (1996)
- Corsarios del chip (1996)
- Hazlo por mí (1997)
- Nunca (1998)
- Negra rosa (1998)
- No pronunciarás el nombre de Dios en vano (1999)
- Jaizkibel (2001)
- Reflejos (2002)
- Semana Santa (2002)
- Amigogima (2002)
- Cara perdida (2003)
- Entre el cielo y el infierno (2004)
- Centenario (2004)
- Estrella P (2005)
- J'ai vu tuer Ben Barka (2005)
- La velocidad funda el olvido (2007)
- Lazos rotos (2008)
- A la soledat (2008)
- La despedida (2008)
- Todas las familias felices (2009)
- Una historia criminal (2009)
- Ingrid (2009)
- Rocco tiene tu nombre (2015)
- ¡Diosa Laia!  (2015)
- Ovunque tu sarai, regia di Roberto Capucci (2017)

#### Televisione
- Ficciones - Serie TV, episodi (1973-1981)
- La comedia - Serie TV, episodio Sólo para hombres (1983)
- La granja - Serie TV (1989)
- Galeria de personatges - Serie TV, episodio Verdaguer. L'espiga enmig de la zitzània? (1991)
- Al salir de clase - Serie TV, episodio Nunca digas adiós (1998)
- Periodistas - Serie TV, episodio Asignatura pendiente (1998)
- Sota el signe de... - Serie TV, episodio Cranc (1999)
- La memoria e il perdono - Mini-serie TV (2001)
- Mónica - Film TV (2003)
- El cor de la ciutat - Serie TV (2003-2004)
- ¿Se puede? - Serie TV, episodio #1.6 (2004)
- Porca misèria - Serie TV, episodi Bitllet obert e Adéu a l'esperança (2005)
- Zeru horiek - Film TV (2006)
- El cas de la núvia dividida - Film TV (2006)
- Papa Luciani: Il sorriso di Dio - Mini-serie TV (2006)
- Il commissario De Luca - Mini-serie TV (2008)
- Zodiaco - Mini-serie TV (2008)
- Hospital Central - Serie TV, episodi No podemos mirar hacia otro lado e Háblame de Andrea (2003-2009)
- Enrico Mattei - L'uomo che guardava al futuro - Mini-serie TV (2009)
- El enigma Giacomo (2009) Film TV
- Doctor Mateo - Serie TV, episodio De cómo consejos vendo, que para mí no tengo (2009)
- Il segreto - Soap opera (2013-2014)

### Regista
- Complexus (1968)
- Óscar, Kina y el láser (1978)
- Bueno y tierno como un ángel (1989)

### Sceneggiatore
- Óscar, Kina y el láser (1978)
- El viatge a l'ultima estació (1982)
- Terra entre terra i mar (1983)
- Bueno y tierno como un ángel (1989)

### Montatore
- Complexus (1968)
- Bueno y tierno como un ángel (1989)

### Direttore della fotografia
- Bueno y tierno como un ángel (1989)

### Aiuto regista
- Terra entre terra i mar (1983)

### Dipartimento animazione
- Como un pájaro (1969)